# Drugi rząd Driesa van Agta

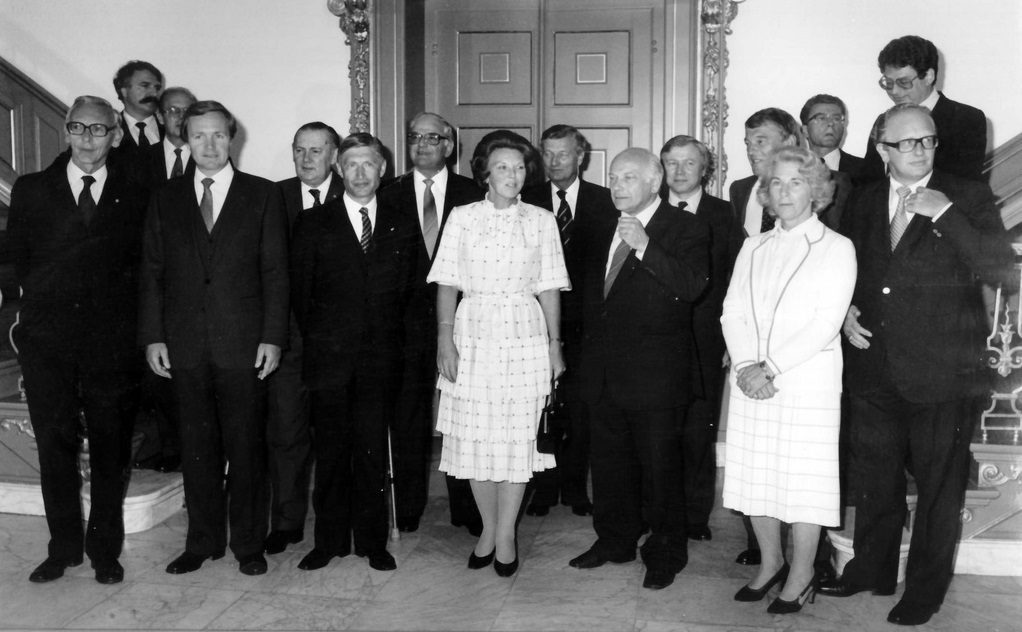
Ministrowie wraz z królową Beatrycze

Drugi rząd Driesa van Agta (niderl. Kabinet-Van Agt II) – rząd Holandii urzędujący od 11 września 1981 do 29 maja 1982.
Tworzyła go koalicja Apelu Chrześcijańsko-Demokratycznego (CDA), Partii Pracy (PvdA) oraz Demokratów 66 (D66). Zastąpił pierwszy gabinet tego samego premiera. Powstał po wyborach parlamentarnych z 1981. Po opuszczeniu koalicji przez Partię Pracy Dries van Agt utworzył swój trzeci mniejszościowy rząd.

## Skład rządu

### Ministrowie
- Premier: Dries van Agt (CDA)
- Wicepremier, minister spraw społecznych i zatrudnienia, minister bez teki ds. Antyli Holenderskich: Joop den Uyl (PvdA)
- Wicepremier, minister gospodarki: Jan Terlouw (D66)
- Minister spraw wewnętrznych: Ed van Thijn (PvdA)
- Minister spraw zagranicznych: Max van der Stoel (PvdA)
- Minister finansów: Fons van der Stee (CDA)
- Minister sprawiedliwości: Job de Ruiter (CDA)
- Minister obrony: Hans van Mierlo (D66)
- Minister zdrowia i środowiska: Til Gardeniers-Berendsen (CDA)
- Minister edukacji i nauki: Jos van Kemenade (PvdA)
- Minister transportu i gospodarki wodnej: Henk Zeevalking (D66)
- Minister rolnictwa i rybołówstwa: Jan de Koning (CDA)
- Minister mieszkalnictwa i planowania przestrzennego: Marcel van Dam (PvdA)
- Minister kultury, wypoczynku i pracy socjalnej: André van der Louw (PvdA)
- Minister bez teki ds. rozwoju międzynarodowego: Kees van Dijk (CDA)

### Sekretarze stanu
- W resorcie spraw wewnętrznych: Saskia Stuiveling (PvdA), Gerard van Leijenhorst (CDA)
- W resorcie spraw zagranicznych: Hans van den Broek (CDA)
- W resorcie finansów: Hans Kombrink (PvdA)
- W resorcie sprawiedliwości: Michiel Scheltema (D66)
- W resorcie gospodarki: Piet van Zeil (CDA), Wim Dik (D66)
- W resorcie obrony: Bram Stemerdink (PvdA), Jan van Houwelingen (CDA, od września 1981)
- W resorcie zdrowia i środowiska: Ineke Lambers-Hacquebard (D66)
- W resorcie spraw społecznych i zatrudnienia: Ien Dales (PvdA), Hedy d’Ancona (PvdA)
- W resorcie edukacji i nauki: Ad Hermes (CDA), Wim Deetman (CDA)
- W resorcie transportu i gospodarki wodnej: Jaap van der Doef (PvdA), Siepie de Jong (PvdA)
- W resorcie kultury, wypoczynku i pracy socjalnej: Hans de Boer (CDA)